# Ižakovci
Ižakovci (dialekt prekmurski: Ižekofci, węg.: Murasziget) – miejscowość w Słowenii w gminie Beltinci.